# Peter Haber
Peter Haber (Stockholm, 12 december 1952) is een Zweeds acteur. Haber is in Nederland het meest bekend als inspecteur Martin Beck in de Beck-films vanaf 1997. Hij speelde ook in de eerste aflevering van Millennium Mannen die vrouwen haten.

## Filmografie
- 2013 – Totenengel - Van Leeuwens zweiter Fall
- 2012 – Eine Frau verschwindet
- 2010 – Beck - Levande begravd
- 2009 – Beck - I stormens öga
- 2009 - Män som hatar kvinnor (Millennium)
- 2007 – Beck - I Guds namn
- 2007 – Beck - Det tysta skriket
- 2007 – Beck - Den svaga länken
- 2007 – Beck - Den japanska shungamålningen
- 2006 – Beck - Advokaten
- 2006 – Beck - Gamen
- 2006 – Göta kanal 2 - kanalkampen
- 2006 – Beck - Flickan i jordkällaren
- 2006 – Beck - Skarpt läge
- 2006 – Små mirakel och stora
- 2004 – Hotet
- 2002 – Beck - Sista vittnet
- 2002 – Beck - Pojken i glaskulan
- 2002 – Beck - Okänd avsändare
- 2002 – Beck - Annonsmannen
- 2002 – Beck - Enslingen
- 2001 – Beck - Kartellen
- 2001 – Beck - Mannen utan ansikte
- 2001 - Beck - Hämndens pris
- 1999 – Vägen ut
- 1999 – Tomten är far till alla barnen
- 1998 – Beck - Spår i mörker
- 1998 - Beck - Moneyman
- 1998 – Beck - Monstret
- 1998 – Beck - Pensionat Pärlan
- 1998 – Beck - Öga för öga
- 1997 – Beck - Vita nätter
- 1997 – Beck - Mannen med ikonerna
- 1997 – Beck - Lockpojken
- 1996 – Juloratoriet
- 1996 – Vinterviken
- 1995 – Vita lögner
- 1994 – Jönssonligans största kupp
- 1994 – Sommarmord
- 1993 – Sunes sommar
- 1992 – Jönssonligan & den svarta diamanten
- 1991 - Tre kärlekar
- 1989 – 1939
- 1987 – Nionde kompaniet